# Морец, Хлоя Грейс
Хло́я Грейс Море́ц (англ. Chloë Grace Moretz [klɒiː greɪs məˈrɛts]; род. 10 февраля 1997, Атланта, Джорджия, США) — американская актриса и модель.

## Ранние годы
Хлоя Грейс Морец родилась в Атланте, штат Джорджия, а выросла в Картерсвилле. Её отец, Маккой, работал пластическим хирургом, а мать, Терри, — медсестрой. У неё есть четыре старших брата — Брэндон, Тревор, Колин и Итан. Кроме того у актрисы была старшая сестра Кейтлин Джанетт Морец, которая родилась за десять лет до неё, погибла в младенчестве. В 2002 году она переехала вместе с матерью и старшим братом Тревором в Нью-Йорк, когда его приняли в театральную школу. Именно тогда она заинтересовалась актёрской карьерой.

## Карьера

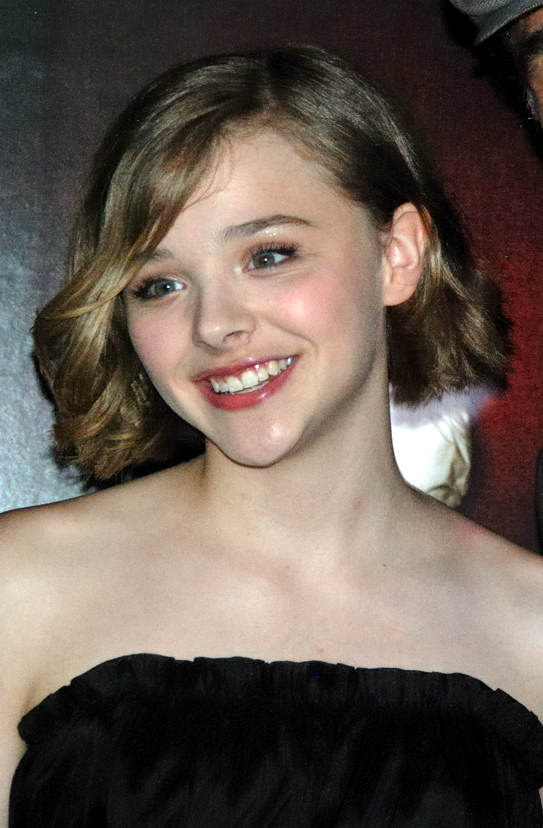
Хлоя Морец в 2010 году

Первой ролью Морец стала роль Виолетты в двух эпизодах сериала «Защитник», а первая кинороль — роль Молли в 2005 году в фильме «Сердце свидетеля» — истории о семье, которая открыла в 1980 году первый пункт видеопроката. Затем снялась в телекомедии «Семейный план» в роли Чарли в молодости. Первый крупный успех Морец пришёл после съёмок в ремейке классического хоррора 1979 года «Ужас Амитивилля» (2005), в которой она сыграла Челси. Роль принесла ей номинацию на премию Young Artist Award. Далее Морец появилась в экшне Стивена Сигала «Сегодня ты умрёшь».
Снимается в сериалах: Морец сыграла небольшую роль (Кэнди Стокер) в шоу канала NBC «Меня зовут Эрл» и в сериале «Отчаянные домохозяйки». Озвучивала мультипликационного персонажа Дарби в сериале «Мои друзья Тигра и Винни-Пух». Также сыграла небольшую второстепенную роль в фильме «Дом большой мамочки 2». Участвовала в Лос-Анджелесском кинофестивале, представляя несколько фильмов в различных номинациях.
Роль Минди, маленькой убийцы-мстительницы, в фильме 2010 года «Пипец» (2010) принесла ей большой успех. Несмотря на споры насчёт её роли в фильме, Морец получила широкое признание кинокритиков. Роджер Эберт поставил фильму одну звезду из четырёх, но тем не менее он писал: «Что ни говорите о персонаже Хлои Грейс Морец, но у неё есть обаяние и привлекательность» (Say what you will about her character, but Chloe Grace Moretz has presence and appeal). Кроме того, за три месяца до начала производства фильма Морец училась выполнять трюки к фильму и большую часть трюков во время съёмок выполняла сама.
В том же году Морец сыграла 12-летнюю вампиршу Эбби в американском ремейке шведского хита «Впусти меня», и Энн Слайгер в психологическом триллере «Поля».
В 2011 году снялась в фильме Мартина Скорсезе «Хранитель времени». За ним последовали мистическая трагикомедия Тима Бёртона «Мрачные тени», где она сыграла мятежного подростка Кэролин, и трагикомедия «Провинциалка».
В марте 2012 года Морец подписала контракт на роль в биографическом фильме «Барабанщик», повествующем о последних шести годах жизни Денниса Уилсона, барабанщика рок-группы The Beach Boys.

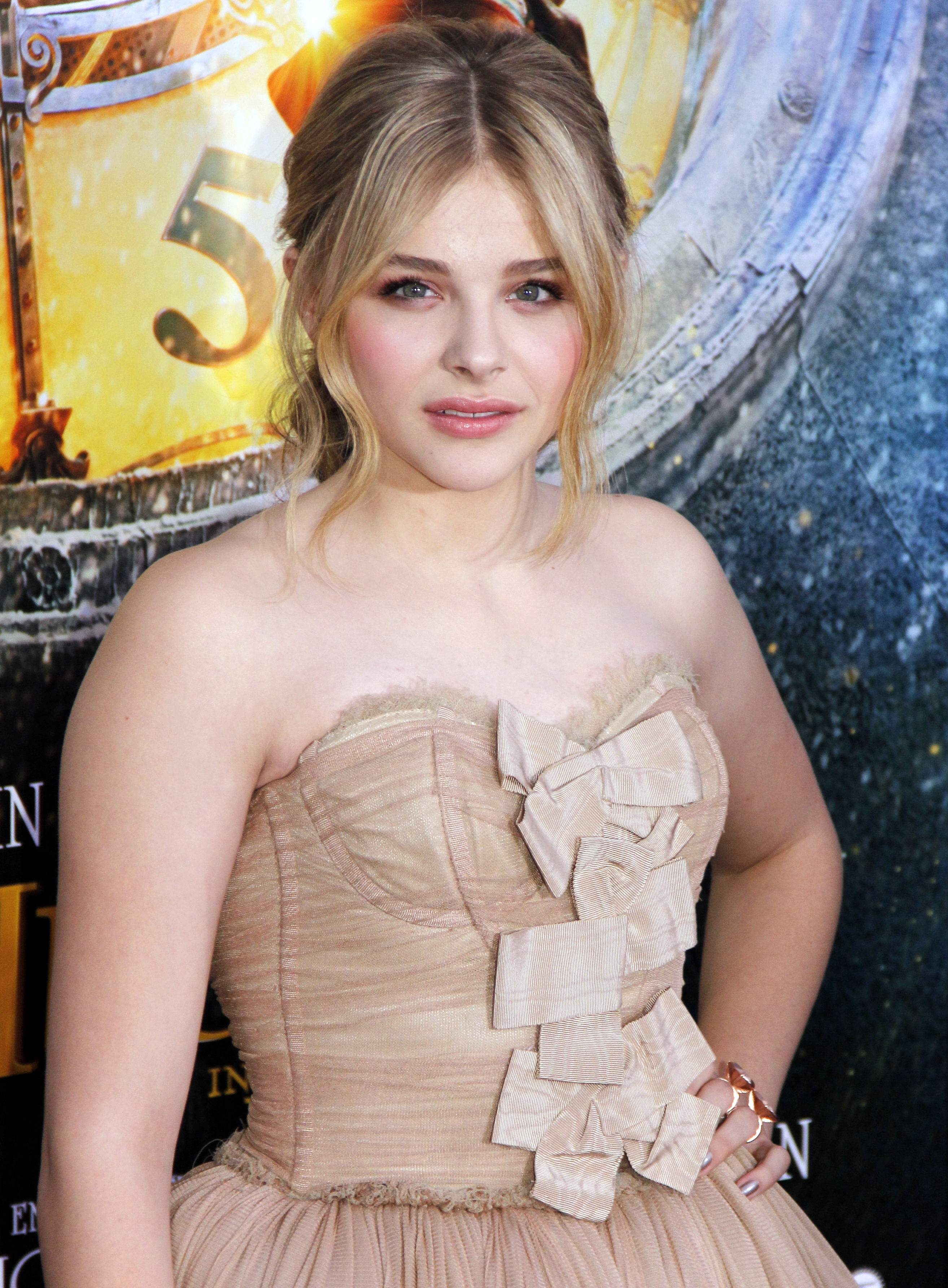
Хлоя Морец на премьере фильма «Хранитель времени», 20 ноября 2011 года

В октябре 2012 года озвучивала персонажа Эмили (дочь и наследница убитой императрицы) из компьютерной игры Dishonored.
В 2013 году Морец появилась в роли Кэрри Уайт в экранизации книги Стивена Кинга «Кэрри» и во второй части фильма «Пипец».
В 2014 году снялась в таких фильмах, как «Великий уравнитель», «Если я останусь», «Детка» и некоторых других. В 2015 году снялась в главной роли в фильме Мацека Щербовский и Криса Лависа «Белый цирк». В том же году снялась в главной роли в фильме «5-я волна». В 2016 году снялась в фильме «Соседи. На тропе войны 2».
В 2018 году вышел мистический триллер «Суспирия», ремейк одноимённого фильма 1977 года Дарио Ардженто. Морец исполнила в картине роль Патриции. В 2019 году вышла картина «В объятиях лжи» с Морец в главной роли.
В 2019 году Морец озвучила персонажа Уэнзди Аддамс в анимационном фильме «Семейка Аддамс», который получил смешанные отзывы критиков. В 2021 году вышло две картины с участием Морец: «Том и Джерри» и «Воздушный бой». Она подписала контракт на роль в первом фильме Мэттсона Томлина «Мать/Андроид».

## Личная жизнь
Двое из четырёх братьев Морец — гомосексуалы. В сентябре 2013 года Морец заявила, что не собирается мириться с гомофобией своих фанатов. Обращаясь к ним в интервью Seventeen Magazine, актриса заявила:

Я удалю вас из друзей и помещу в чёрный список, если вы напишете что-нибудь плохое о моих братьях или о геях вообще… Мама всегда нас учила дорожить кровными узами. Возможно, мы самая странная семейка на свете, но мы такие, какие есть— Хлоя Морец
Морец с детства проявляет широкий интерес к миру моды и придерживается собственного, характерного для неё стиля. Она приняла участие в большом количестве фотосессий для журналов, в том числе для таких крупных как Flaunt, Vogue, Teen Vogue, Jalouse, Marie Claire, Interview, Elle, Love Magazine, Crash Magazine, InStyle и многих других. Её часто приглашают на показы мод, такие как Dior Spring/Summer 2013 на парижской неделе моды. В 2012 году Морец стала лицом американской компании Aéropostale, специализирующейся на производстве молодёжной одежды. В феврале 2013 года на концерте «Elle Style Awards» в Лондоне журнал Elle наградил её «Next Future Icon Award».
5 мая 2016 года на шоу «The Late Late Show» с Джеймсом Корденом Морец сообщила, что была в отношениях с Бруклином Бекхэмом, сыном Дэвида Бекхэма и Виктории Бекхэм. 21 августа издание The Sun сообщило, что Бекхэм и Морец снова вместе. В августе 2018 года Морец подтвердила, что после четырёх лет отношений они расстались после его измены.
Впервые средства массовой информации стали сплетничать об отношениях между Хлоей Грейс Морец с моделью Кэтрин Хариссон ещё в 2018 году. Актриса их не отрицала, но подтвердила лишь шесть лет спустя. Кроме того в ноябре 2024 года она совершила каминг-аут как лесбиянка.  В январе 2025 года выяснилось, что возлюбленные планируют заключить брак летом.

## Фильмография
| Год       |     | Русское название                                   | Оригинальное название            | Роль                         |
| --------- | --- | -------------------------------------------------- | -------------------------------- | ---------------------------- |
| 2004      | с   | Защитник                                           | The Guardian                     | Вайолет                      |
| 2005      | ф   | Ужас Амитивилля                                    | The Amityville Horror            | Челси Лутц                   |
| 2005      | ф   | Сердце свидетеля                                   | Heart of the Beholder            | Молли                        |
| 2005      | ф   | Сегодня ты умрёшь                                  | Today You Die                    | девочка из больницы Св. Фомы |
| 2005      | тф  | Семейный план                                      | Family Plan                      | юная Чарли                   |
| 2005      | с   | Меня зовут Эрл                                     | My Name Is Earl                  | Кэнди Стокер                 |
| 2006      | ф   | Дом большой мамочки 2                              | Big Momma's House 2              | Кэрри Фуллер                 |
| 2006      | ф   | Комната 6                                          | Room 6                           | Мелисса Норман               |
| 2006      | ф   | Dом Zомби                                          | Wicked Little Things             | Эмма Танни                   |
| 2006      | мс  | Новая школа императора                             | The Emperor's New School         | Фури                         |
| 2006—2007 | с   | Отчаянные домохозяйки                              | Desperate Housewives             | Шерри Мэлтби                 |
| 2007      | мф  | Супер-сыщик                                        | Super Sleuth Christmas Movie     | Дарби                        |
| 2007      | ф   | Святое место                                       | Hallowed Ground                  | Сабрина                      |
| 2007      | ф   | Третий гвоздь                                      | The Third Nail                   | Хейли                        |
| 2007      | тф  | Лекарство                                          | The Cure                         | Эмили                        |
| 2007—2008 | с   | Грязные мокрые деньги                              | Dirty Sexy Money                 | Кики Джордж                  |
| 2007—2010 | мс  | Мои друзья Тигруля и Винни                         | My Friends Tigger & Pooh         | Дарби                        |
| 2008      | ф   | Глаз                                               | The Eye                          | Алиша                        |
| 2008      | ф   | Дом покера                                         | The Poker House                  | Кэмми                        |
| 2008      | мф  | Вольт                                              | Bolt                             | юная Пенни                   |
| 2009      | ф   | Исчезновение                                       | Not Forgotten                    | Тоби Бишоп                   |
| 2009      | ф   | 500 дней лета                                      | 500 Days of Summer               | Рэйчел Хансен                |
| 2009      | мф  | Мои друзья Тигруля и Винни: Мюзикл волшебного леса | Tigger & Pooh and a Musical Too  | Дарби                        |
| 2009      | ф   | Джек и бобовый стебель                             | Jack and the Beanstalk           | Джиллиан                     |
| 2010      | ф   | Пипец                                              | Kick-Ass                         | Минди Макриди / Убивашка     |
| 2010      | ф   | Дневник слабака                                    | Diary of a Wimpy Kid             | Энджи Стэдмен                |
| 2010      | ф   | Впусти меня. Сага                                  | Let Me In                        | Эбби                         |
| 2011      | кор | Наша сделка                                        | Our Deal                         | Вероника                     |
| 2011      | ф   | Поля                                               | Texas Killing Fields             | Энн Слайгер                  |
| 2011      | ф   | Провинциалка                                       | Hick                             | Люси Макмаллен               |
| 2011      | кор | Страшная девочка                                   | Scary Girl                       | Энид Крысински               |
| 2011      | ф   | Хранитель времени                                  | Hugo                             | Изабелла                     |
| 2011—2013 | с   | Студия 30                                          | 30 Rock                          | Кейли Хупер                  |
| 2012      | ф   | Мрачные тени                                       | Dark Shadows                     | Кэролин Стоддард             |
| 2013      | ф   | Муви 43                                            | Movie 43                         | Аманда                       |
| 2013      | ф   | Пипец 2                                            | Kick-Ass 2                       | Минди Макриди / Убивашка     |
| 2013      | ф   | Телекинез                                          | Carrie                           | Кэрри Уайт                   |
| 2013      | мс  | Американский папаша!                               | American Dad!                    | Мед                          |
| 2014      | ф   | Детка                                              | Laggies                          | Анника                       |
| 2014      | ф   | Маппеты 2                                          | Muppets Most Wanted              | камео                        |
| 2014      | ф   | Зильс-Мария                                        | Clouds of Sils Maria             | Джо-Энн Эллис                |
| 2014      | ф   | Если я останусь                                    | If I Stay                        | Миа Холл                     |
| 2014      | ф   | Великий уравнитель                                 | The Equalizer                    | Алина / Тери                 |
| 2014      | мф  | Сказание о принцессе Кагуя                         | かぐや姫の物語                   | Кагуя Хурайсан               |
| 2015      | ф   | Тёмные тайны                                       | Dark Places                      | юная Диондра Верцнер         |
| 2015      | мс  | Клуб Микки Мауса                                   | Mickey Mouse Clubhouse           | Boodles                      |
| 2016      | ф   | 5-я волна                                          | The 5th Wave                     | Кэсси Салливан               |
| 2016      | ф   | Соседи. На тропе войны 2                           | Neighbors 2: Sorority Rising     | Шелби                        |
| 2016      | ф   | Разум в огне                                       | Brain on Fire                    | Сюзанна Кэхалан              |
| 2017      | ф   | Ноябрьские преступники                             | November Criminals               | Фиби                         |
| 2017      | ф   | Я люблю тебя, папочка                              | I Love You, Daddy                | Чайна Тофер                  |
| 2018      | ф   | Неправильное воспитание Кэмерон Пост               | The Miseducation of Cameron Post | Кэмерон Пост                 |
| 2018      | ф   | Суспирия                                           | Suspiria                         | Патрисия Хингл               |
| 2018      | ф   | В объятиях лжи                                     | Greta                            | Фрэнсис Маккаллен            |
| 2019      | мф  | Семейка Аддамс                                     | The Addams Family                | Уэнздей Аддамс               |
| 2020      | ф   | Воздушный бой                                      | Shadow in the Cloud              | Мод                          |
| 2021      | ф   | Том и Джерри                                       | Tom and Jerry                    | Кайла                        |
| 2021      | ф   | Мать/Андроид                                       | Mother/Android                   | Джорджия                     |
| 2021      | мф  | Семейка Аддамс: Горящий тур                        | The Addams Family 2              | Уэнздей Аддамс               |
| 2022      | с   | Периферийные устройства                            | The Peripheral                   | Флинн Фишер                  |
| 2023      | мф  | Нимона                                             | Nimona                           | Нимона                       |
| 2025      | ф   | Oh. What. Fun.                                     | Oh. What. Fun.                   |                              |

## Награды и номинации
Полный список наград и номинаций — на сайте IMDb.com.
| Награда                | Год  | Категория                                                                  | Работа                     | Результат |
| ---------------------- | ---- | -------------------------------------------------------------------------- | -------------------------- | --------- |
| Молодой актёр          | 2006 | Лучшая роль в художественном фильме — молодой возраст актрисы              | Ужас Амитивилля            | Номинация |
| Молодой актёр          | 2007 | Лучшая роль в художественном фильме — молодой возраст актрисы              | Дом большой мамочки 2      | Номинация |
| Молодой актёр          | 2007 | Лучшая роль в ТВ-сериях (комедия или драма) — Приглашённая молодая актриса | Отчаянные домохозяйки      | Номинация |
| Молодой актёр          | 2008 | Лучшее озвучивание — молодая актриса                                       | Мои Друзья Тигруля и Винни | Номинация |
| Молодой актёр          | 2008 | Лучшая роль в ТВ-сериях — молодая актриса                                  | Грязные мокрые деньги      | Номинация |
| Молодой актёр          | 2010 | Лучшая роль в художественном фильме — актриса второго плана                | 500 дней лета              | Номинация |
| MTV Movie Awards       | 2011 | Прорыв года                                                                | Пипец                      | Победа    |
| MTV Movie Awards       | 2011 | Лучший бой                                                                 | Пипец                      | Номинация |
| MTV Movie Awards       | 2011 | Звезда, которая уделала всех                                               | Пипец                      | Победа    |
| MTV Movie Awards       | 2013 | Summer’s Biggest Teen Bad A                                                | Пипец 2                    | Победа    |
| Сатурн                 | 2011 | Лучший молодой актёр или актриса                                           | Впусти меня. Сага          | Победа    |
| Сатурн                 | 2012 | Лучший молодой актёр или актриса                                           | Хранитель времени          | Номинация |
| Сатурн                 | 2013 | Лучший молодой актёр или актриса                                           | Мрачные тени               | Номинация |
| Сатурн                 | 2014 | Лучший молодой актёр или актриса                                           | Телекинез                  | Победа    |
| Сатурн                 | 2015 | Лучший молодой актёр или актриса                                           | Великий уравнитель         | Номинация |
| People's Choice Awards | 2012 | Любимая кинозвезда младше 25 лет                                           | н/д                        | Победа    |
| People's Choice Awards | 2015 | Любимая драматическая актриса                                              | н/д                        | Победа    |